# Stazione di Lubecca Centrale
La stazione di Lubecca Centrale (in tedesco Lübeck Hbf – abbreviazione di Lübeck Hauptbahnhof, letteralmente "Lubecca stazione principale") è la principale stazione ferroviaria della città tedesca di Lubecca.